# 夜間飛行 (2014年電影)
《夜間飛行》（韓語：야간비행）是一部於2014年8月28日上映的韓國劇情片 ，由李宋喜一編寫劇本及導演，並由演員郭時陽與李在濬主演。

## 演員表

### 主要演員
- 郭時陽 飾 申容洙／申永俊（신용주）
- 李在濬 飾 韓基雄／韓志雄（한기웅）

### 其他演員
- 崔準夏（최준하） 飾 高基澤（고기택）
- 金昶煥（朝鲜语：김창환 (1986년)） 飾 吳性真（오성진）
- 李益準（朝鲜语：이익준） 飾 宋峻宇（송준우），永俊的同志密友
- 金昌煥（김창환） 飾 吳承鎮（오성진）
- 朴美賢（박미현） 飾 容洙／永俊母親
- 金昭熙（김소희） 飾 基雄／志雄母親
- 玉周梨（옥주리） 飾 基澤母親
- 金宣彬（朝鲜语：김선빈 (배우)） 飾 學生主任
- 玄成（朝鲜语：현성 (배우)） 飾 班主任（李老師）（客串）
- 朴赫權（김찬형） 飾 老闆（客串）
- 鄭仁基（정인기） 飾 韓相琦／基雄／志雄父親（客串）
- 李伊庚（이이경） 飾 兼職學生（客串）
- 元泰希（朝鲜语：원태희） 飾 中年男性（客串）

## 提名及獲獎
| 年份 | 獎項             | 類別                 | 受者         | 結果 | 參考資料 |
| ---- | ---------------- | -------------------- | ------------ | ---- | -------- |
| 2014 | 第七屆亞洲電影節 | 評審團大獎           | 《夜間飛行》 | 獲獎 | [ 9 ]    |
| 2015 | 第2屆野花電影賞  | 最佳導演（敘事電影） | 李宋喜一     | 提名 | [ 10 ]   |
| 2015 | 第2屆野花電影賞  | 最佳演員             | 郭時陽       | 提名 | [ 10 ]   |
| 2015 | 第2屆野花電影賞  | 最佳演員             | 李在濬       | 提名 | [ 10 ]   |

## 外部連結
- 夜間飛行（页面存档备份，存于）在Naver的頁面 
- 《夜間飛行》在HanCinema的页面（英文）
- 韩国电影数据库（KMDb）上《夜間飛行》的資料
- 互联网电影数据库（IMDb）上《夜間飛行》的资料（英文）